# Неуязвимый (мультсериал)
«Неуязвимый» (англ. Invincible) — американский супергеройский мультсериал, основанный на одноимённом комиксе издательства Image Comics Роберта Киркмана, Кори Уокера и Райана Оттли премьера которого состоялась на Amazon Prime Video. Главных персонажей, семью Грейсон, озвучили Стивен Ён, Сандра О и Дж. К. Симмонс. Сюжет вращается вокруг сына  Омни-Мэна, 17-летнего подростка Марка Грейсона, который тоже становится супергероем под руководством отца. Марк пытается найти баланс между жизнью обычного человека и жизнью супергероя, пытаясь быть похожим на своего предка.
Премьера первого сезона «Неуязвимого» состоялась 25 марта 2021 года. Сериал получил всеобщее признание критиков и зрителей за анимацию, сцены действия, сюжет, сценарий, озвучку и уважение создателей к первоисточнику. Второй сезон стартовал 3 ноября 2023 года, третий — 6 февраля 2025 года, и планируется четвёртый.

## Синопсис
Марк Грейсон — обычный школьник, за одним исключением: его отец Нолан — самый могущественный супергерой на Земле. Вскоре после своего семнадцатого дня рождения Марк обнаруживает у себя суперсилу и начинает тренировки с отцом. Начиная с типичных подростковых проблем, Марк и другие персонажи сталкиваются со всё более серьёзными проблемами и волей-неволей взрослеют.

## Актёры и персонажи

### Главные герои
- Марк Грейсон / Неуязвимый[англ.] (озвучивает Стивен Ён)[9]. Сын супергероя Омни-Мэна, прибывшего на Землю с планеты Вилтрум, и обычной землянки. Благодаря генам отца, Марк обретает суперспособности в 17 лет и обнаруживает, что супергеройствовать не так просто, как он себе это представлял[7][10]. Показано, что у него есть режим берсерка, когда он сражается с инопланетными захватчиками флаксанцами и наёмниками Головы-Машины. Как выяснилось, это врождённая способность вилтрумитов. Имеет способность регенерации, из-за своих человеческих генов – обычные вилтрумиты не могут регенерировать.
- Нолан Грейсон / Омни-Мэн[англ.] (озвучивает Дж. К. Симмонс): вилтрумит, отец Марка и муж Дебби. Родился на Вилтруме, где господствует очень сильная и жестокая раса, когда его родители умерли, он встал на службу Вильтрумской империи, которая проводила межгалактическую экспансию на протяжении тысяч лет. Прилетел на Землю с целью захвата планеты для Вилтрума, познакомился с Дебби, и осев здесь на 20 лет, стал супергероем[7]. Пытаясь перетянуть сына на сторону вилтрумитов, собственноручно убил тысячи людей. Когда сын отказался, Нолан не смог его убить и покинул Землю. В дальнейшем Нолан изменился, что не свойственно вильтрумитам, у него появилась совесть и эмоции, которые были ранее чужды.
- Дебби Грейсон (озвучивает Сандра О): мать Марка и жена Омни-Мэна. Дебби — опытный риелтор. Узнав, что её муж — убийца, она впадает в депрессию, которую глушит алкоголем.

### Второстепенные персонажи
- Саманта Ева Уилкинс / Атомная Ева (озвучивает Гиллиан Джейкобс): супергероиня, управляющая материей и энергией, подруга Неуязвимого. Была участницей подростковой команды, отказалась присоединиться к Стражам из-за измены Рекса. Пытаясь найти свой путь, поселилась в домике на дереве и каждый день облетает Землю, помогая людям. Неравнодушна к Марку, но старается это не показывать, чтобы не разрушить его отношения с Эмбер, которые в дальнейшем прекратились. Начиная с 3 сезона становится девушкой и спутницей по жизни Марка.
- Уильям Клокуэлл (озвучивает Эндрю Рэннеллс): лучший друг Марка.
- Агентство по глобальной обороне: тайная организация, работающая с супергероями и использующая передовые технологии, помогающие ускорять процесс их лечения или реанимации после смерти.
  - Сесил Стедман (озвучивает Уолтон Гоггинс): директор АГО. Обладает личным телепортом дальнего действия и наставляет Неуязвимого в начале его героической карьеры.
  - Дональд Фергюсон (озвучивает Крис Диамантопулос): высокопоставленный агент АГО, работающий под командованием Стедмана и отвечающий за секретные проекты, цель которых заключается в нейтрализации или убийстве Нолана. Он умирает в результате взрыва, последовавшего за безуспешной попыткой убийства Нолана.
- Стражи Земного шара (второй состав): сильнейшая команда супергероев с многолетней историей, вдохновленная Лигой Справедливости. После убийства первоначального состава Сесил набирает туда новых людей:
  - Рудольф «Руди» Коннорс / Робот (озвучивают Росс Маркуанд и Закари Куинто): деформированный человек, который управляет серией роботизированных дронов и имеет значительное личное состояние. В виде «Робота» Коннорс раньше возглавлял подростковую команду супергероев, прежде чем набрать из них новых Стражей. Использует ДНК Рекса Сплоуда и опыт клонирования близнецов Маулеров, чтобы создать копию себя со здоровым телом и загрузить своё сознание в клона.
  - Рекс Слоан / Рекс Сплоад (озвучивает Джейсон Мандзукас): отвязный супергерой, который может заряжать потенциальной энергией всё, к чему прикасается, чтобы создать взрывчатку. Ранее входил в команду подростков, до того, как его выбрали для присоединения к новому составу Стражей. Встречался с Евой, потом изменил ей с Кейт, в результате чего Ева порвала отношения с ним.
  - Кейт Ча / Дупли-Кейт (озвучивает Малис Джау): может мгновенно создавать полезные в бою копии своего тела, ранее входила в команду подростков, потом перешла в новый состав Стражей. Все копии Кейт пронумерованы, кто останется с «1», является истинной Кейт.
  - Уменьшающаяся Рэй (озвучивает Грей Гриффин): супергероиня, способная изменять свой размер. Её имя — отсылка к научно-фантастическому устройству shrink ray[англ.] (уменьшающий луч). В комиксах персонаж был мужчиной.
  - Аманда / Девочка-Чудовище (озвучивают Грей Гриффин и Кевин Майкл Ричардсон): проклятая героиня, чьи силы позволяют ей превращаться в могучего тролля. Хронологически ей 24 года, но физический её возраст 12 лет, потому что способности делают её моложе при каждом использовании.
  - Маркус Гримшоу / Чёрный Самсон (озвучивает Хари Пейтон): был в первом составе Стражей, но ушёл из-за потери суперспособностей и начал использовать бронированный супер-костюм. В качестве ветерана присоединился к новым Стражам. После того, как был избит Боевым Зверем до полусмерти, силы вернулись к Самсону, ускорив его выздоровление, и он кладет свою броню на полку.
- Эмбер Беннетт (озвучивает Зази Битц): одноклассница и подруга Марка. Персонаж отличается от первоисточника из комиксов, чтобы больше напоминать её актрису озвучивания для сериала.
- Близнецы-Мучители (озвучены Кевином Майклом Ричардсоном): синекожие сверхмощные гениальные гуманоиды и давние противники оригинальных Стражей. Из-за особенностей рождения и загрузки сознания каждый из них заявляет, что он оригинал, а другой — клон.
- Арт Розенбаум (озвучивает Марк Хэмилл): портной супергеройских костюмов и давний друг многих супергероев.
- Дэмиен Даркблад (озвучивает Клэнси Браун): детектив-демон, сбежавший из ада, чтобы добиться справедливости для других и спасти свою душу. Его присутствию предшествует внезапное похолодание окружающей среды.

### Гостевые появления
- Аллен (озвучивает Сет Роген): пришелец, эксперт кандидатов в члены Коалиции планет, созданной для отпора вилтрумитам.
- Убийственная пушка (озвучивает Фред Таташор): суперзлодей, вооружённый лазерной пушкой, с которым сражался Марк в образе Неуязвимого, а также был первым злодеем Евы.
- Стив (озвучивает Джон Хэмм): Секретный агент, охраняющий въезд в Белый дом.
- Мэтт (озвучивает Макс Буркхолдер): приёмный сын Стива.
- Стражи Земного шара (первый состав): Команда взрослых супергероев, вдохновлённых Лигой Справедливости и Мстителями. После массового убийства оригинального состава была сформирована новая команда.
  - Бессмертный (озвучивает Росс Маркуанд): лидер Стражей, который был варваром до тех пор, пока не подвергся воздействию космической аномалии. Затем он отправился в Крестовый поход и стал выглядеть как Авраам Линкольн. Позднее Близнецы-Мучители воскресили его, чтобы тот сразился с Роботом и новыми Стражами, но тот отправился на битву с Омни-Мэном, в которой потерпел поражение, но смог раскрыть подлиную личность Омни-Мэна. После их битвы его тело было собрано и заново восстановлено. Вдохновлён персонажем Вандалом Сэвиджем.
  - Холли / Воительница (озвучивает Лорен Коэн): сильная древняя принцесса-воин, член команды Стражей. Вдохновлена персонажем Чудо-женщиной.
  - Алана / Зелёный Призрак (озвучивает Соникуа Мартин-Грин): супергероиня в зелёном костюме, обладающая силами призрака. Вдохновлена персонажами Зелёным Фонарём и Невидимой леди.
  - Марсианин (озвучивает Чад Коулмэн): пришелец с Марса, способный менять облик. Вдохновлён персонажем Марсианским охотником.
  - Иосиф / Красная Буря (озвучивает Майкл Кадлиц): русский супергерой, имеющий способность к быстрому передвижению. Вдохновлён персонажами Флэшем и Ртутью.
  - Тёмное Крыло (озвучивает Ленни Джеймс): британский крестоносец и благодетель Стражей. Вдохновлён персонажем Бэтменом.
  - Акварус (озвучивает Росс Маркуанд): рыба-гуманоид, король подводной страны. Вдохновлён персонажами Акваменом и Нэмором.
- Конни (озвучивает Мэй Уитман): коллега и бизнес-партнёр Воительницы в её повседневной жизни.
- Директор Уинслоу (озвучивает Реджинальд Велджонсон): директор школы, в которой учится Марк.
- Док Сейсмик (озвучивает Крис Диамантопулос): безумный учёный, который имеет своё мнение относительно правительства и прошлых лидеров США.
- Би-Плейн (озвучивает Росс Маркуанд): суперзлодей с реактивным ранцем. Вдохновлён персонажем Стервятником.
- Курск (озвучивает Росс Маркуанд): наэлектризованный суперзлодей. Вдохновлён персонажем Электро.
- Титан (озвучивает Махершала Али)[11]: преступник, но добр в душе. Может по желанию создавать регенерирующую каменную броню. Становится криминальным авторитетом после ареста своего босса, Головы-Машины. Вдохновлён персонажем Существом.
- Флаксанцы: воинственная раса пришельцев, захватывающая жителей других миров в рабство. Они трижды пытались захватить Землю, но безуспешно. В конечном итоге Омни-Мэн уничтожает их планету.
  - Слэш (озвучивает Джимон Хонсу): лидер флаксанцев со шрамом на лице, который поклялся завоевать Землю, прежде чем был убит Омни-Мэном.
- Ольга (озвучивает Грей Гриффин): вдова Красной Бури.
- Марсианский император (озвучивает Джимон Хонсу): повелитель Марса, который ввёл на планете карантин, чтобы защитить Вселенную от паразитов Секвидов.
- Ванесса (озвучивает Николь Байер): жена Титана.
- Фиона (озвучивает Николь Байер): дочь Титана.
- Голова-Машина (озвучивает Джеффри Донован): киборг, криминальный авторитет и бывший начальник Титана. В данный момент находится под стражей в АГО.
- Тетер Тирант (озвучивает Реджинальд Велджонсон): суперзлодей, нанятый Головой-Машиной.
- Токк / Боевой зверь (озвучивает Майкл Дорн)[12]: воинственный похожий на льва гуманоид, прибывший из космоса для сражения с достойным противником. Нанят Головой-Машиной для битвы против Неуязвимого и его команды.
- Д.А. Синклэр (озвучивает Эзра Миллер)[11]: безумный ученый, одержимый «улучшением» человечества. Собрал в канализации операционный стол для переделки людей в киборгов, похищал студентов колледжа для своих экспериментов. После поимки стал работать на Сесила Стедмана и наладил массовое производство киборгов, способных дать отпор даже супергероям.
- Рик Шеридан (озвучивает Джонатан Грофф): возлюбленный Уильяма, похищенный Синклэром и превращённый в киборга.
- Адам Уилкинс (озвучивает Фред Таташор): отец Евы, который не одобряет её деятельность в качестве супергероя, обладает очень агрессивным характером из-за чего часто скандалит с дочерью.
- Мать Евы (озвучивает Грей Гриффин): слабая характером женщина, которая служит барьером в отношениях мужа и дочери. Когда Ева была маленькая она чаще была на стороне мужа, но в дальнейшем смягчилась, так как любит дочь несмотря ни на что.
- Даг Честон (озвучивает Джастин Ройланд): студент университета, похищенный Синклэром и превращённый в киборга. После сражения с Неуязвимым покончил жизнь самоубийством.
- Кайл (озвучивает Хари Пейтон): студент университета, заводящий дружбу с Эмбер.
- Конквест (озвучивает Джеффри Дин Морган): старый ветеран-вилтрумит, пришедший на Землю для убийства Неуязвимого и захвата планеты для Империи Вилтрум.

## Список эпизодов

### Сезон 1 (2021)
| № общий | № в сезоне | Название                                                             | Режиссёр      | Автор сценария  | Дата премьеры  |
| --- | ---------- | -------------------------------------------------------------------- | ------------- | --------------- | -------------- |
| 1 | 1          | «Как раз вовремя» «It's About Time»                                  | Роберт Валлей | Роберт Киркман  | 25 марта 2021  |
| Стражи Земного шара и Омни-Мэн предотвращают нападение на Белый дом, совершаемое злобными учёными Близнецами-Мучителями. Сын Нолана Марк, ожидающий проявления своих способностей, идёт в школу и защищает свою одноклассницу Эмбер Беннетт от хулигана Тодда. Тодд начинает избивать Марка, но Эмбер заступается за последнего и проявляет по отношению к нему симпатию. Вскоре способности Марка дают о себе знать, о чём он рассказывает родителям за ужином после работы. Нолан решает тренировать Марка, чтобы научить его пользоваться силами. Однако во время тренировки отец случайно бьёт Марка слишком сильно. Ощущая эмоциональную и физическую боль и желая выпустить пар, Марк останавливает ограбление банка в самодельном костюме. После разговора по душам с сыном Нолан знакомит его с портным Артом Розенбаумом, шьющим костюмы для супергероев. Арт шьёт костюм и для Марка после того, как тот придумывает себе прозвище «Неуязвимый». Позднее Нолан устраивает засаду для Стражей и убивает их всех, после чего сам теряет сознание. |            |                                                                      |               |                 |                |
| 2 | 2          | «Будь что будет» «Here Goes Nothing»                                 | Пол Фурмингер | Саймон Рачиоппа | 25 марта 2021  |
| Глобальная Защитная агентство (ГЗА) вылечивает находящегося в коме Нолана, но не может оживить Стражей. Руководитель Сесил Стедман сообщает Марку и его матери Дебби. Когда инопланетяне из других измерений вызвали атаку флаксанцев, Марк помогает команде подростков сдержать их. Когда флаксанцы быстро стареют и отступают, лидер группы подростков Робот приходит к выводу, что это произошло из-за разницы во времени между измерением флаксанцев и Землей. Когда Марк узнает в Атоме Еве одноклассницу Саманту Еву Уилкинс, они делятся своими тайными личностями и становятся друзьями. Флаксанцы возвращаются с технологией борьбы со старением, но Марк и команда подростков уничтожают их, вынуждая еще раз отступить. Флаксанцы возвращаются еще раз и почти добиваются успеха, пока выздоровевший Нолан не заставляет их вернуться в своё измерение, где он опустошает их планету в отместку, прежде чем вернуться, когда появляются новости о смерти Стражей. Тем временем Марк вступает в стычку с Алленом Чужим, который хочет проверить защиту Земли от Коалиции Планет. Используя тайм-аут, чтобы поговорить и узнать о миссии Аллена, Марк помогает Аллену понять, что он перепутал «Землю» с другой планетой под названием «Уремля», и уходит в хороших отношениях. Одновременно детектив-демон Дэмиен Даркблад расследует смерть Стражей Сесила, предполагая, что убийца был среди героев. |            |                                                                      |               |                 |                |
| 3 | 3          | «И кто тут уродливый?» «Who You Calling Ugly?»                       | Джефф Аллен   | Крис Блэк       | 25 марта 2021  |
| 4 | 4          | «Нил Армстронг, завидуй дальше» «Neil Armstrong, Eat Your Heart Out» | Джефф Аллен   | Райан Ридли     | 02 апреля 2021 |
| 5 | 5          | «А это было больно» «That Actually Hurt»                             | Джефф Аллен   | Кристин Лаваф   | 09 апреля 2021 |
| 6 | 6          | «Выглядишь как-то не живо» «You Look Kinda Dead»                     | Пол Фурмингер | Кёртис Гвинн    | 16 апреля 2021 |
| 7 | 7          | «Нужно поговорить» «We Need to Talk»                                 | Джефф Аллен   | Саймон Рачиоппа | 23 апреля 2021 |
| 8 | 8          | «Моя настоящая родина» «Where I Really Come From»                    | Джефф Аллен   | Роберт Киркман  | 30 апреля 2021 |
| Нолан пытается объяснить Марку истинную цель своего пребывания на Земле. Являясь представителем расы космических захватчиков, он пытается склонить сына на свою сторону, но получает отказ. Стремясь убедить Марка в своей правоте, Омни-мэн заявязывает с ним драку, в процессе уничтожая несколько густонаселенных районов. После череды безуспешных попыток Нолан покидает Землю, Марк проходит длительную реабилитацию и возвращается к работе защитника Земли. |            |                                                                      |               |                 |                |

### Специальный выпуск (2023)
| №          | Название                                         | Режиссёр     | Автор сценария            | Дата премьеры |
| ---------- | ------------------------------------------------ | ------------ | ------------------------- | ------------- |
| Спецвыпуск | «Неуязвимый: Атомная Ева» «Invincible: Atom Eve» | Хейли Херрик | Роберт Киркман и Хелен Ли | 21 июля 2023  |

### Сезон 2 (2023—2024)
| № в сериале | № в сезоне | Название                                                                                               | Режиссёр       | Автор сценария | Дата премьеры  |
| Часть 1 | Часть 1    | Часть 1                                                                                                | Часть 1        | Часть 1        | Часть 1        |
| --- | ---------- | --- | -------------- | -------------- | -------------- |
| 9 | 1          | «Урок на следующую жизнь» «A Lesson For Your Next Life»                                                | Сол Чои        | Саймон Рачоппа | 3 ноября 2023  |
| На опустошенной альтернативной Земле, где Марк встал на сторону Нолана, ученый Ангстром Леви сбегает через таинственный портал. Спустя месяц после ухода Нолана Марк продолжает бороться с предательством своего отца, выполняя свои обязанности Неуязвимого. Сесил назначает возрожденного Бессмертного преемником Руди на посту лидера Стражей и добавляет в их ряды нового героя по имени Пуленепробиваемый. Маулеры сбегают из тюрьмы с помощью своей версии Ангстрема, который поручает им создать устройство, способное передавать ему воспоминания о различных вариантах себя в альтернативной вселенной, чтобы он мог использовать их коллективные знания для развития технологий Земли и спасения других планет. Сесил посылает Марка остановить Маулеров, когда они начинают процесс, заставляя Ангстрома использовать свои мультиверсальные способности, чтобы вызвать варианты Маулеров, которые чуть не убивают Марка вопреки его желанию. Ангстром преждевременно останавливает передачу, вызывая взрыв; выживают только один Маулер, Марк, и покрытый ужасающими шрамами Ангстром. Сведённый с ума воспоминаниями своих вариантов об их версиях Неуязвимого и Омни-Мэна, Ангстром клянется отомстить Марку и сбегает. |            | |                |                |                |
| 10 | 2          | «Через шесть часов я лишусь девственности с рыбой» «In About Six Hours, I Lose My Virginity to a Fish» | Йен Абандо     | Мэтт Ламберт   | 10 ноября 2023 |
| 11 | 3          | «Ну и послание, ну и махинация!» «This Missive, This Machination!»                                     | Таннер Джонсон | Эдрия Ланг     | 17 ноября 2023 |
| 12 | 4          | «Сколько лет, сколько зим» «Itʼs Been A While»                                                         | Джейсон Зурек  | Хелен Ли       | 24 ноября 2023 |
| Часть 2 |            | |                |                |                |
| 13 | 5          | «Ты очень удивишься» «This Must Come as a Shock»                                                       | Хейли Херрик   | Хелен Ли       | 14 марта 2024  |
| 14 | 6          | «Не всё так однозначно» «It's Not That Simple»                                                         | Сол Чои        | Вивиан Ли      | 21 марта 2024  |
| 15 | 7          | «Я никуда не денусь» «I'm Not Going Anywhere»                                                          | Йен Абандо     | Саймон Рачоппа | 28 марта 2024  |
| 16 | 8          | «А ты казался мне сильнее» «I Thought You Were Stronger»                                               | Таннер Джонсон | Роберт Киркман | 4 апреля 2024  |

### Сезон 3 (2025)
| № общий | № в сезоне | Название                                                            | Режиссёр      | Автор сценария | Дата премьеры   |
| ------- | ---------- | ------------------------------------------------------------------- | ------------- | -------------- | --------------- |
| 17      | 1          | «Теперь вам не до смеха» «You're Not Laughing Now»                  | Джейсон Зурек | Саймон Рачоппа | 6 февраля 2025  |
| 18      | 2          | «Сделка с дьяволом» «A Deal with the Devil»                         | Хейли Херрик  | Хелен Ли       | 6 февраля 2025  |
| 19      | 3          | «Тебе нужен настоящий костюм» «You Want a Real Costume, Right?»     | Сол Чои       | Джей Фаербер   | 6 февраля 2025  |
| 20      | 4          | «Ты был моим героем» «You Were My Hero»                             | Иен Абандо    | Таня Лотиа     | 13 февраля 2025 |
| 21      | 5          | «Это должно было быть просто» «This Was Supposed to be Easy»        | Неизвестно    | Неизвестно     | 20 февраля 2025 |
| 22      | 6          | «Я могу только извиниться» «All I Can Say Is I'm Sorry»             | Неизвестно    | Неизвестно     | 27 февраля 2025 |
| 23      | 7          | «Что я наделал» «What Have I Done?»                                 | Неизвестно    | Неизвестно     | 6 марта 2025    |
| 24      | 8          | «Я думал, ты никогда не заткнешься» «I Thought You'd Never Shut Up» | Неизвестно    | Неизвестно     | 13 марта 2025   |

## Производство
19 июня 2018 года было объявлено, что компания Amazon заказала первый сезон проекта из восьми серий. Саймон Рациоппа выступает в роли шоураннера в сериале, основанном на одноимённом комиксе Роберта Киркмана, а также является исполнительным продюсером вместе с Киркманом, Дэвидом Альпертом и Кэтрин Уиндер. Среди компаний, работающих над сериалом, значится также Skybound. Среди создателей мультсериала «Неуязвимый» был также Сет Роген, в то время работавший над экранизацией другого супергеройского сериала «Пацаны». 29 апреля 2021 года после выхода заключительного эпизода первого сезона Amazon продлили сериал на второй и третий сезон.

### Кастинг
В январе 2019 года Стивен Ён, Дж. К. Симмонс, Сандра О, Марк Хэмилл, Сет Роген, Джиллиан Джейкобс, Эндрю Рэннеллс, Зази Битц, Уолтон Гоггинс, Джейсон Мандзукас, Мэй Уитман, Крис Диамантопулос, Малез Джоу, Кевин Майкл Ричардсон, Грей Гриффин и Макс Буркхолдер подобраны в качестве актёров озвучки. 18 июля 2020 года Роберт Киркман подтвердил кастинг в своём твиттере.

## Релиз
22 января 2021 года во время прямой трансляции, посвящённой 18-летию первого выпуска комикса «Неуязвимый», Киркман сообщил, что сериал стартует 25 марта 2021 года с первыми тремя эпизодами. Остальные серии выходили еженедельно после премьеры.
20 января 2023 года был опубликован тизер-трейлер 2-го сезона сериала на канале Prime Video.

## Реакция

### Отзывы критиков
Мультсериал пришёлся по нраву любителям супергеройского жанра своим серьёзным подходом к повествованию, весьма точным соответствием оригинальному комиксу и жестокими экшн-сценами, получил много хороших отзывов критиков и зрителей. Rotten Tomatoes ставит «Неуязвимому» 98%-ный рейтинг одобрения на основе 55 отзывов. Metacritic показывает среднее значение 73 балла из 100 на основании 16 рецензий критиков. Бен Трэверс из IndieWire поставил фильму оценку B, заявив, что «адаптация Киркмана провокационная, удивительная, а иногда и сложная, поскольку она постоянно пытается разрушить общепринятые представления о своём жанре, будь то жанр супергероев или жанр подростковой драмы». Критики отмечали сходство «Неуязвимого» с другими образчиками альтернативной супергероики, как то «Хранители» и «Пацаны».
Обозреватель веб-сайта Soyuz.ru Давид Абабеков, однако, сетует, что мультсериалу недостаёт циничности и глубины «Пацанов», персонажи шоу тоже не блещут большой сложностью характеров. В отличие от комикса, который подводил читателя к насилию постепенно, попутно знакомя с подростковыми проблемами главного героя, создатели сериала решили сделать повествование менее дёрганным и более кинематографичным, а забористую сцену с расправой над супергероями поставили в начало мультсериала.

### Награды и номинации
| Награда                                 | Дата вручения   | Категория                                        | Номинанты и получатели | Результат | П.     |
| --------------------------------------- | --------------- | ------------------------------------------------ | ---------------------- | --------- | ------ |
| Hollywood Critics Association TV Awards | 22 августа 2021 | Лучший мультсериал или мультфильм на телевидении | «Неуязвимый»           | Номинация | [ 28 ] |
| Премия Дориана                          | 29 августа 2021 | Лучшее анимационное шоу                          | «Неуязвимый»           | Номинация | [ 29 ] |

### В массовой культуре
Восьмой эпизод сериала породил популярный интернет-мем под названием «Думай, Марк, думай».

### Скандалы вокруг мультсериала
10 января 2022 года колорист комиксов Уильям Крэбтри подал в суд на создателя «Неуязвимого» Роберта Киркмана, ссылаясь на беспокойство о правах и прибыли.